# Ectatomma planidens
Ectatomma planidens es una especie de hormiga del género Ectatomma, familia Formicidae. Fue descrita científicamente por Borgmeier en 1939.
Se distribuye por Brasil y Paraguay. Se ha encontrado a elevaciones de hasta 800 metros. Habita en el forraje.